# Di sma unda jordi
Di sma unda jordi (gutnisk for: de små under jorden eller de underjordiske) er en gotlandsk variant af vætter. Ifølge folketroen bor de gutniske underjordiske under marken i nærheden af menneskerne og deres gårde. De kan ifølge legenden ses ved at kigge gennem et hul i et ark papir.
Di sma unda jordi kan ses som et udtryk for at respektere jorden, man dyrker.